# Joseph Sellner
Joseph Sellner (auch Josef Sellner, * 13. März 1787 in Landau in der Pfalz; † 17. Mai 1843 in Wien) war ein deutsch-österreichischer Oboist, Gitarrist, Komponist und Musikpädagoge.

## Leben und Werk
Joseph Sellner kam jung mit seinen Eltern nach Österreich. Er erlernte früh verschiedene Instrumente wie Violine, Flöte, Trompete. Von 1803 bis 1808 diente er als Musiker in einem österreichischen Kavallerieregiment und machte den Feldzug von 1805 mit. In diesem Regiment erlernte er auch Klarinette und Horn.
Dann wirkte er einige Zeit in Diensten eines ungarischen Adligen in dessen privaten Harmoniemusikkorps in Ungarn als Kapellmeister und Oboist. Dann wurde er 1. Oboist am Königlichen Theater in Pest. Ab 1813 wirkte er unter Carl Maria von Weber als Oboist am Ständetheater in Prag. In Prag gab er auch öffentliche Gitarrenkonzerte. Zudem betrieb er hier Studien in Harmonielehre und Komposition bei Wenzel Johann Tomaschek. 1817 ging er nach Wien zunächst in das Kärntnertortheater, dann an das Theaters an der Wien. Ab 1837 war er Erster Oboist im Hofburgtheaterorchester. Ab 1822 war er Mitglied der Hofmusikkapelle.
Von 1821 ab unterrichtete er bis zu seinem Tode Oboe am Konservatorium der Gesellschaft der Musikfreunde und leitete von 1823 bis 1838 auch die Gesamtübungen der Instrumentalschüler dieses Institutes. 1838 wirkte er auch kurzfristig als Direktor des Konservatoriums.
Mit Stephan Koch entwickelte er die sogenannte „Sellner-Koch-Oboe“, eine Weiterentwicklung der deutschen Oboe. Diese neuartige Oboe bildet die Basis für die noch heute verwendete „Wiener Oboe“.
Sellner schrieb eine noch heute verwendete „Theoretisch-praktische Oboenschule“ (1825), die auch ins Französische übersetzt wurde.
Als Kompositionswerke Sellners sind das Konzert für zwei Oboen und Orchester, drei Concertini für Oboe und Orchester, mehrere Kompositionen für Gitarre und eine  Introduktion und Polonaise brilliante für Klarinette und Orchester zu erwähnen.